# Ved frokostbordet og morgenaviserne
Ved frokostbordet og morgenaviserne. Kunstnerens hustru. Karrebæksminde, er et oliemaleri på lærred udført i 1898 af L.A. Ring.
Maleriet viser parret nære verden. Rings politiske tilhørsforhold viser han ved at placere avisens hoved stik øverst på venstre side af den opslået avis. I skænken ses keramik fra Kählers værksted.
Det har tilhørt Sveriges Nationalmuseum i Stockholm siden 1946.

## Beskrivelse af maleriet
Ved morgenbordet sidder kunstnerens hustru, Sigrid Kähler, og læser morgenavisen. Lyset strømmer ind ad den åbne dør, og udenfor kan vi skimte sommerens frodige grønne. Året er 1898 og det danske kunstnerpar har været gift i to år. Maleriet er blevet sammenlignet med Carl Larssons samtidige Sundborn-billeder. Og avisen – et eksemplar af Politiken – fungerer som et minde om verden udenfor.